# Феофан (Шиянов-Чернявський)
Феофан (світське ім'я — Федір Григорович Шиянов-Чернявський; *8 червня 1744 — †12 січня 1812, Переяслав) — український освітній та релігійний діяч, єпископ Російської Православної церкви, єпископ Полтавський і Переяславський.

## Біографія
Походив із міщанської родини. Ще в дитинстві залишився сиротою.
1769 закінчив курс богослов'я Києво-Могилянської академії, який слухав два роки. Наприкінці липня того ж року його прийнято послушником до Києво-Печерської лаври. Послух відбував у Лаврській друкарні.
1770 прийняв чернечий постриг.
З 1774 — член Духовного собору Києво-Печерської лаври. 28 травня 1775 призначений головним коректором Лаврської друкарні. Цей послух виконував до 1786 року. Займався також літературною і викладацькою роботою.
11 травня 1787 року у Київському Братському монастирі його висвячено на архімандрита Ніжинського Благовіщенського Назарет-Богородицького монастиря. У 1798—1799 роках — архімандрит Чернігівського Єлецько-Успенського монастиря, у 1799—1800 — Новгород-Сіверського Спасо-Преображенського монастиря. Тоді ж обіймав посаду ректора Чернігівської семінарії (1798—1799).
12 лютого 1800 у Київському Софійському монастирі висвячено на єпископа Чигиринського, вікарія митрополита Київського. Жив у Київському Михайлівському Золотоверхому монастирі. Покращив його матеріальний стан за рахунок вікарних угідь. Влаштував також у монастирі іконно-книжкову крамницю.
У 1803 році створив скит неподалік від Києва, названий на його честь Феофанією.
З січня 1807 — єпископ Полтавський і Переяславський з місцеперебуванням у Переяславі. За відгуками сучасників, був щиросердним, добродушним пастирем, ставився до всіх дуже приязно, розмовляв українською мовою.
Похований у Переяславському Вознесенському монастирі.